# Champfleuri (Bourgoin-Jallieu)
Pour les articles homonymes, voir Champfleuri.
Champfleuri, ou Champ-Fleuri, est un quartier situé à l'extrême-nord de la commune de Bourgoin-Jallieu.
Construit dans une zone marécageuse asséchée de l'ancienne commune de Jallieu, il raccorde la périphérie lyonnaise et la banlieue est de Lyon. Ce quartier est le plus vaste et le plus peuplé de la ville, avec 2 025 habitants en 2018.

## Secteurs
Il est constitué principalement d'HLM gérées par les sociétés Pluralis et OPAC38. Les secteurs principaux en sont : Le Chopin, le Quartier Jaune, le Vert-Village, les 5 Tours, les Villas, Réservoir, les 3000, les Blancs, les Grilles, le Strauss, le Ravel, le Bizet Chantereine, la Funas. Le Chopin a été détruit depuis 2014 et des rénovations ont été faites dans le Réservoir et des rénovations sont en cours dans le Quartier Jaune et des nouvelles maisons en cours de finition remplaçant le Chopin

## Équipements
Les services dont il dispose sont: une pharmacie, une boulangerie(Miette),un salon de coiffure, deux écoles (maternelle et primaire) (Linné et Jean Rostand), un bureau de tabac, un collège (Salvador Allende), un centre commercial (dont le supermarché discount Mevlana).plus une auto ecole

## Urbanisme
Relativement excentré, son accès depuis le reste de la commune est marqué par la double coupure de l'autoroute A43 et de la Bourbre, ainsi que par la zone commerciale Henri Barbusse. Construit dans les années 1960 pour le secteur sud, puis à partir de 1975 pour le secteur nord, il arbore un urbanisme hétérogène, de type Grand ensemble de l'époque,.

### Indicateurs sociaux
Le taux de chômage du quartier est important, et la mixité sociale faible. Au jour de 2008, il est considéré comme une priorité par la ville de Bourgoin-Jallieu, il est classé quartier prioritaire depuis 2015 et certains immeubles doivent y être démolis dans le cadre d'un plan visant à « dé-ghettoïser » le quartier. En 2018, il présente un taux de pauvreté de 49 % avec 2 025 habitants.

## Personnalités liées au quartier
- Brahim Asloum, champion du monde de boxe anglaise, y a grandi.
- Kevin Monnet-Paquet, attaquant de L'ASSE (Association Sportive de Saint-Etienne), club de ligue 1 française
- Il s'agit du quartier où a disparu la petite Charazed Bendouiou le 8 juillet 1987, une des victimes liées à ce que les journaux dénommeront les « Disparus de l'Isère ».